# Funkcionális közeli infravörös spektroszkópia
A funkcionális közeli infravörös spektroszkópia (NIRS, fNIR) egy olyan funkcionális képalkotó eljárás, amely a közeli tartományba eső infravörös fényt (800-2500 nm) használva az egyes agyi régiók aktivitásmintázatához köthető, helyi véráramlás-változás vizsgálatát teszi lehetővé.

## Háttér
A mindennapos gyakorlatban az agyi aktivitást, az aktív energiametabolizmus következtében megfigyelhető vérátáramlás-változást, s így a hemoglobin-koncentráció változását a neuronok tüzelési mintázatán keresztül nyomon követhetjük. Ahol az anyagcsere mértéke növekedést mutat, ott a szöveti vérátáramlás is magasabb, ahol az anyagcsere mérséklődik, ott ez a változás a vértátáramlás mértékében is megmutatkozik. Az aktív idegsejtek oxigént használnak fel, melyet a vörösvértestben található hemoglobin szállít. Az intenzívebb oxigén-felhasználást egy felerősödött vérátáramlás követ, 1,5 másodperces késéssel. Ez a hemodinamikus válasz 4-5 másodpercnél csúcsosodik, majd a tetőfok elérését követően alapszintre, illetve egy rövid ideig az alá esik vissza. S mindezt az oxy-hemoglobin és a deoxy-hemoglobin koncentráció-változása, illetve az adott agyterület vérmennyiség- és vérátáramlás-változása révén követni tudjuk.
Az eljárás során különböző energiájú fény besugárzásával az atomok rezgésbe hozhatók, s a gerjesztett fény bizonyos frekvenciái szóródnak, elnyelődnek, míg mások áthatolnak az anyagon. A közeli infravörös spektroszkópia fénye könnyen áthatol a bőrön, a lágy szöveteken és a csonton egyaránt, a fényt egyedül a hemoglobin és az aa3-as típusú citokróm-oxidáz nyeli el.
A vizsgálóeljárás a molekulák gerjesztése szempontjából kevésbé hatékony közeli infravörös fényt használja (800-2500 nm), amely az agyszöveten át tud hatolni, ugyanis a molekulákra nézve ideális infravörös (2500-25000 nm) tartományba eső hullám agyunk víztartalma miatt erre nem lenne képes. A közeli infravörös fényelnyelődése a vér hemodinamikus változásának függvényében fluktuál, így az agy felső rétegeiben nyomon követhető az adott terület vérellátottsága, s így intravaszkulárisan a relatív oxy-hemoglobin és deoxy-hemoglobin koncentrációja, valamint intracellulárisan az aa3-as típusú citrokrómoxidáz-szint változása. A NIRS működési elve a Bouguer–Lambert–Beer-törvényre támaszkodik, amely a fény abszorpciója és a közeg tulajdonságai között teremt kapcsolatot.

## Történet
A közeli infravörös energia 19. századi felfedezése Herschel nevéhez fűződik, míg az első ipari alkalmazása az 1950-es évekre tehető. Kezdetben a NIRS csak más optikai eszközök tartozéka volt, amelyek ultraviola, látható és közép-infravörös fénysugarakat használtak.
Az NIRS alapelmélete 1977-ből származik és Jobsis nevéhez köthető. Jobsis ezt a non-invazív eljárást élő anyagokon alkalmazta, s megfigyelte, hogy 760 nm-es fénysugár egy részét a deoxy-hemoglobin molekula elnyeli, míg az oxy-hemoglobin nem. Erre támaszkodva elsőként vetette fel az oxigénellátottság NIRS-szel történő monitorozásának lehetőségét, vizsgálóeljárása photon-CT néven vált ismertté. Mancini és munkatársai humán kísérletek nyomán – a vázizomzat változásait vizsgálták a felkar mozgatásával – validálták a NIRS használatát. A p-CT használata gyermekek vizsgálatára hatékonynak bizonyult, azonban a felnőttek esetén – a koponya átvilágítása során adódó nehézségek miatt – nem volt teljesen megfelelő, így módosításra volt szükség. Az eredeti NIRS működési elvén 1991-ben Kato módosított, s máig ez a verzió maradt forgalomban, s ezzel az új módszerrel már a felnőttek vizsgálata is elérhetővé vált. A NIRS működése az azt megelőző szintén fotonokkal dolgozó p-CT működési elvétől nagyban különbözik: míg a p-CT működése a mindenen áthatoló egyenes fénynyalábokon alapult, addig a NIRS szóródó-visszaverődő fénynyalábokat használ. Az agy oxigenizációjának monitorozása, a térbeli és időbeli funkciók vizsgálata ezáltal elérhetővé vált.

## Alkalmazás
A lézerdiódák 2 milliwattos fénnyel világítják meg az agykérget 3 cm mélyen, s a fény részint a vér hemoglobin molekuláin elnyelődik, részint a skalpon keresztül azonnal visszaverődik. A visszaverődött sugarak minden 0,1 másodpercben mérhetők, s a későbbi mérési adatokból az azt megelőzők kivonhatók, ezáltal a hemoglobin-koncentráció változása tisztán követhető. A visszavert fénysugár intenzitása a kétféle hemoglobin molekula (oxy- és dezoxy-hemoglobin) arányának függvénye. Kétféle 695 nm-es és 830 nm-es fénysugarakat használnak a kétféle molekula vizsgálatára, s ezáltal változásuk egymástól elkülönítve is vizsgálható. A szükséges spektrális vonalszélesség elegendő ahhoz, hogy pontosan meghatározható és elkülöníthető legyen a két eredmény. Az anyagcsere vaszkuláris válasza a kétféle molekula esetén eltérő, míg a dezoxy-hemoglobin intenzívebb csökkenést mutat, addig az oxyhemoglobin-szint enyhébb emelkedése figyelhető meg.
A közeli infravörös spektroszkópia, vagy más néven az optikus topográfia (mely többek között ETG-400, Somanetics IVOX 3100, Somanetics IVOS 4100 néven van forgalomban) 780 nm-es és 830 nm-es fénysugarat bocsát ki. A szabályozott fénysugarakat az alany koponyájába irányítja, majd rögzíti a skalpra visszaverődő válaszokat. Ahhoz, hogy a hemoglobin koncentráció nyomon követhető legyen, szükséges az adat pontos lokalizálása. A lézerdiódák egy 30 mm-es négyzet alakú rácson vannak elhelyezve. Minden megvilágítási pontot a visszaverődött fénysugarakat detektáló pontok ölelik körül. A megvilágítási és a visszaverődési pont között félúton a mérési pontok helyezkednek el. Ezeken a mérési pontokon az oxy- és deoxyhemoglobin-változás egyaránt vizsgálható. Rendszerint 8 megvilágítási és 8 visszaverődési pont 24 mérési pont vizsgálatát teszi lehetővé. Két detektor elhelyezkedése és a vizsgált terület idői válasza határozza meg minden foton funkcionális pixeljét. Az optikus topográfia a mérési pontok optikai szignáljait elektronikus jelekké transzformálja, majd elemzi az adatokat, s végül megjeleníti azokat. Az adatok statisztikai elemzésében a NIRS SPM egy SPM5 és MATLAB alapú szoftver szolgál segítségül. A féltelék vizsgálatára pedig egyidejűleg is, két párhuzamos háló használatával adott a lehetőség.

## Elhelyezés
Míg a NIRS téri felbontása viszonylag pontatlan, összevetve a jóval szélesebb körben alkalmazott fMRI és PET technikákkal, illetve a TMS-hez hasonlóan mindössze a kérgi területek tanulmányozására alkalmas, addig idői felbontása jó (0,1s), s ezáltal valós idejű vizsgálatot tesz lehetővé.
Ez az eljárás a kapillárisokban - az fMRI-vel ellentétben nem a vénákban - mérhető agyi mikrokeringést vizsgálja. A NIRS a FORCE jelet, vagyis a kapillárisokban mérhető gyors oxigénszint-változást méri, amely szorosan kapcsolódik a neuronális válaszhoz. Fontos különbséget tenni a FORCE jel, az elsődleges és a másodlagos watering-the-garden-effect között. Míg a FORCE jel esetén a vaszkuláris válasz az aktivált kapilláriságyban gyorsan rendeződik, addig a válasz a venulláknál és a vénáknál lassú, hiszen a környező régiók felől egy folyamatos véráramlás figyelhető meg, s ez (elsődleges) watering-the-garden-effectként ismert. Ezáltal a kapilláriságyban a stimulus frekvenciája a vaszkuláris választól függ, amely a vénák és venullák vérátáramlásától jelentősen különbözhet.
A vénákban történő passzív változások kimutatására - amelyre másodlagos watering-the-garden-effect-ként hivatkoznak - a T2* súlyozású fMRI alkalmas, amely azonban a kapillárisokban történő hemodinamikus változást (a FORCE jelet) nem mutatja. A különbség abban is tetten érhető, hogy míg a vénákban a vér mennyiségének növekedése nem befolyásolja a konstans hematokritszintet, addig a kapillárisok esetén, a vérmennyiség növekedésével a vörösvérsejtszám gyarapodása mellett a hematokritszám is emelkedik. Ekképp a FORCE jel egy jó adat az aktivitás a másodlagos watering-the-garden effecttől való elkülönített megfigyelésére.
Míg az EEG és a MEG a neuronális választ vizsgálja, addig a NIRS-szel a kapillárisokban végbemenő gyors oxigén-felhasználás valamint oxigénszint-változás, emellett a(z elsődleges) watering-the-garden-effect néven említett aktív oxigénszállítás követhető. A watering-the-garden-effect kimutatására a PET is megfelelő, mely az fMRI-hez hasonlóan a másodlagos, passzív watering-the-garden-effect megjelenítésére ugyancsak alkalmas.
A NIRS egy non-invazív eljárás, amelyet a klinikai használatban könnyű hordozhatósága ugyancsak vonzóvá tesz. A NIRS a fejre helyezett fényforrás és érzékelők segítségével a szabadon mozgó alanyon is alkalmazható, ezáltal a csecsemők vagy a fekvőbetegek vizsgálatát jelentősen megkönnyíti. Alkalmazása a neurológia, a kardiológia és a kognitív pszichológia területén számottevő. Használata ugyancsak gyakori sztrók rehabilitáció illetve súlyos fejsérülések és szívműtétek esetén.